# A feröeri labdarúgó-válogatott mérkőzései 2008-ban
A feröeri labdarúgó-válogatott 2008-as programjának nagy részét a világbajnoki selejtezők tették ki, emellett játszott a csapat néhány barátságos mérkőzést is. Az év során a szövetségi kapitány Jógvan Martin Olsen volt, aki az őszi EB-selejtezők után lemondott.

## Eredmények
Barátságos mérkőzés
| 2008. március 16. 16:00 (UTC+0) |

| Izland                                                  | 3–0               | Feröer |
| ------------------------------------------------------- | ----------------- | ------ |
| Sævarsson 45', Benjaminsen 72' (öngól), Guðmundsson 80' | (1–0) Jegyzőkönyv |        |

| Kórinn Stadion, Kópavogur Nézőszám: 747 |

Barátságos mérkőzés
| 2008. június 4. |

| Észtország                              | 4–3               | Feröer                              |
| --------------------------------------- | ----------------- | ----------------------------------- |
| Zahovaiko 8' 15', Kink 43', Novikov 74' | (3–0) Jegyzőkönyv | Holst 62' 65', Olsen 69' (11-esből) |

| A. Le Coq Arena, Tallinn |

Barátságos mérkőzés
| 2008. augusztus 20. |

| Portugália                                            | 5–0               | Feröer |
| ----------------------------------------------------- | ----------------- | ------ |
| Martins 23', Simão 48', Duda 86', Alves 89', Nani 90' | (1–0) Jegyzőkönyv |        |

|  |

2010-es labdarúgó-világbajnokság-selejtező
| 2008. szeptember 6. 20:15 (UTC+2) |

| Szerbia                           | 2–0               | Feröer       |
| --------------------------------- | ----------------- | ------------ |
| J. Jacobsen 30' (öngól) Žigić 88' | (1–0) Jegyzőkönyv | Næs 60′, 83′ |

| Crvena Zvezda Stadion, Belgrád Nézőszám: 9 615 Játékvezető: Nyikolajev (orosz) |

2010-es labdarúgó-világbajnokság-selejtező
| 2008. szeptember 10. 17:30 (UTC+1) |

| Feröer | 0–1               | Románia               |
| ------ | ----------------- | --------------------- |
|        | (0–0) Jegyzőkönyv | Cociş 59' Ghionea 50′ |

| Tórsvøllur Stadion, Tórshavn Nézőszám: 805 Játékvezető: Strahonja (horvát) |

2010-es labdarúgó-világbajnokság-selejtező
| 2008. október 11. 16:00 (UTC+1) |

| Feröer    | 1–1               | Ausztria    |
| --------- | ----------------- | ----------- |
| Løkin 47' | (0–0) Jegyzőkönyv | Stranzl 49' |

| Tórsvøllur Stadion, Tórshavn Nézőszám: 1 890 Játékvezető: Ceferin (szlovén) |

2010-es labdarúgó-világbajnokság-selejtező
| 2008. október 15. 19:00 (UTC+3) |

| Litvánia         | 1–0               | Feröer |
| ---------------- | ----------------- | ------ |
| Danilevičius 20' | (1–0) Jegyzőkönyv |        |

| S. Darius és S. Girėnas Stadion, Kaunas Nézőszám: 5 000 Játékvezető: Kapitánísz (ciprusi) |

### Lásd még
- Feröeri labdarúgó-válogatott